# Omicidio in Paradiso
Omicidio in Paradiso (Un crime au paradis) è un film del 2001 diretto da Jean Becker.
Il film, un giallo-comico francese con protagonisti Josiane Balasko e Jacques Villeret, è il remake di Ho ucciso mia moglie, realizzato nel 1951 da Sacha Guitry.

## Trama
Nella Francia agreste di fine anni settanta, il tranquillo e metodico Joseph Victor "Jojo" Braconnier, mezza età, passa le sue giornate alla Fattoria Paradiso tra l'agricoltura, l'allevamento e la sua amatissima collezione di francobolli.
La robusta e androgina moglie Lucienne, della quale l'uomo è succube, lo maltratta a ripetizione, fino a bruciargli la collezione per far posto a vecchi barattoli di conserve.
Il mite Joseph, irretito dalla notizia di un uxoricida salvato da un bravo avvocato, lo contatta dicendogli che ha ucciso sua moglie. L'avvocato inconsapevolmente gli dà tutte le nozioni necessarie per un delitto perfetto, e Braconnier, in un momento di ira della moglie, cercando di difendersi, la uccide (ma Lucienne aveva progettato per lui l'avvelenamento e a farne le spese è un ignaro commissario che beve il bicchiere di vino destinato a Braconnier).
Ma al processo il giudice, anch'egli filatelico, è clemente e lo condanna a soli tre anni che si riducono poi a 18 mesi di reclusione, dopo i quali l'uomo, tornato al paese che gli è grato per la notorietà resa dal suo caso giudiziario, e con una nuova raccolta di francobolli regalatagli in carcere, torna alla Fattoria Paradiso finalmente libero come mai prima.